# ماجراجویی عجیب و غریب جوجو: وزش طلایی
ماجراجویی عجیب و غریب جوجو: وزش طلایی (به انگلیسی: JoJo's Bizarre Adventure: Golden Wind) ⁪ (ژاپنی: ジョジョの奇妙な冒険 黄金の風 هپبورن: JoJo no Kimyō na Bōken Ōgon no Kaze) فصل چهارم از مجموعه تلویزیونی انیمه ماجراجویی عجیب و غریب جوجو ساخته استودیو دیوید پروداکشن است که بر اساس مجموعه مانگا به همین نام نوشته هیروهیکو آراکی ساخته شده که اقتباس از بخش پنجم مانگا به نام وزش طلایی محسوب می‌شود. داستان در ایتالیا در سال ۲۰۰۱ دو سال پس از وقایع الماس شکست‌ناپذیر جریان دارد و ماجراهای جورنو جیووانا، پسر دیو براندو را دنبال می‌کند که می‌خواهد با پیوستن به یک سازمان جنایی، تبدیل به یک گانگستر بشود.
اقتباس انیمه ای وزش طلایی شخصاً توسط هیروهیکو آراکی در نمایشگاه هنری Ripples of Adventure در ۲۱ ژوئن ۲۰۱۸ اعلام شد. قسمت نخست در نمایشگاه انیمه اکسپو در ۵ ژوئیه ۲۰۱۸ پخش شد و به‌طور رسمی از ۶ اکتبر ۲۰۱۸ تا ۲۸ ژوئیه ۲۰۱۹ در شبکه توکیو متروپولیتن تلویژن و سایر کانال‌های تلویزیونی ژاپن پخش شد و توسط کرانچی‌رول استریم شد.